# كريس براون (سياسي)
كريس براون (بالإنجليزية: Chris Brown)‏ هو شخصية أعمال وسياسي أمريكي، ولد في 17 يوليو 1981 في لوس أنجلوس في الولايات المتحدة. حزبياً، نشط في حزب كاليفورنيا الديمقراطي ‏.